# Albert Marcœur (album)
Albums de Albert Marcœur
Album à colorier
(1976)
Albert Marcœur est le premier album d'Albert Marcœur, paru en 1974.

## Titres
Textes, musiques et arrangements sont d'Albert Marcœur, sauf indication contraire.
| 1. | C'est Raté, C'est Raté | 3:40 |
| 2. | Simone                 | 4:10 |
| 3. | Tu Tapes Trop Fort     | 3:37 |
| 4. | Appalderie             | 4:29 |

| 5. | Que le Temps est Long                  |                  | 5:39 |
| 6. | Mon Père Avait un P'tit Champ d'Pommes | Air traditionnel | 3:15 |
| 7. | Qu'est-ce que tu as?                   |                  | 7:44 |

## Musiciens
- Albert Marcoeur : batterie, percussions, chant, clarinettes, saxophones alto et soprano, pipos, appeaux, cornes, sifflets
- Patrice Tison : basse, guitares, orgue, percussions, charengo, murmure anusoïdal, appeaux, cornes, sifflets
- Robert Lafont : trombone
- Claude Marcoeur : bouteille alto, percussions
- Popeye : bouteille alto
- Didier Perrier : bouteille basse
- Gerard Marcoeur : bouteille basse
- François Bréant, Christian Sarrel, Claude et Gérard Marcoeur : chœurs
- Michel Roy : élève menuisier
- Maurice Tasserie : maître menuisier
- Béatrice Boitte : pot-au-feu
- Monique « Minoque » Lorillard : Bonne humeur et pièces de 0,50 F pour les cafés[1]

## Production
- Prise de son & mixage : Michel Roy, Didier Perrier, Claude Sahakian
- Enregistrement, production et édition : Studio Frémontel et Jacques Denjean
- Crédits visuels : François Bréant (illustration), Jacques Denjean (photo)